# Hongkong op de Olympische Winterspelen 2006
Tijdens de Olympische Winterspelen van 2006 die in Turijn werden gehouden nam Hongkong voor de tweede keer deel aan de Winterspelen.
Net als in 2002 werd er alleen deelgenomen in de sportdiscipline shorttrack, Han Yueshueng was de derde vrouwelijke deelnemer namens de autonome stadstaat.

## Deelnemers en resultaten
(m) = mannen, (v) = vrouwen 

### Shorttrack
| Olympiër      | Onderdeel  | Resultaat | Prestatie             |
| ------------- | ---------- | --------- | --------------------- |
| Han Yueshuang | 500 m (v)  | 24e       | heat 6: 47,087 (4e)   |
| Han Yueshuang | 1000 m (v) | 18e       | heat 4: 1.37,883 (3e) |
| Han Yueshuang | 1500 m (v) | 24e       | heat 5: 2.36,233 (5e) |

Albanië · Algerije · Amerikaanse Maagdeneilanden · Andorra · Argentinië · Armenië · Australië · Azerbeidzjan · België · Bermuda · Bosnië en Herzegovina · Brazilië · Bulgarije · Canada · Chili · China · Chinees Taipei · Costa Rica · Cyprus · Denemarken · Duitsland · Estland · Ethiopië · Finland · Frankrijk · Georgië · Griekenland · Groot-Brittannië · Hongarije · Hongkong · Ierland · IJsland · India · Iran · Israël · Italië · Japan · Kazachstan · Kenia · Kirgizië · Kroatië · Letland · Libanon · Liechtenstein · Litouwen · Luxemburg · Macedonië · Madagaskar · Moldavië · Monaco · Mongolië · Nederland · Nepal · Nieuw-Zeeland · Noord-Korea · Noorwegen · Oekraïne · Oezbekistan · Oostenrijk · Polen · Portugal · Roemenië · Rusland · San Marino · Senegal · Servië en Montenegro · Slovenië · Slowakije · Spanje · Tadzjikistan · Thailand · Tsjechië · Turkije · Venezuela · Verenigde Staten · Wit-Rusland · Zuid-Afrika · Zuid-Korea · Zweden · Zwitserland